# Luciano Re Cecconi
Luciano Re Cecconi (Nerviano, 1948. december 1. – Róma, 1977. január 18.) válogatott olasz labdarúgó, középpályás.

## Pályafutása

### Klubcsapatban
A Pro Patria korosztályos csapatában kezdte a labdarúgást, ahol 1967-ben mutatkozott be a harmadosztályban szereplő első csapatban. 1969-ben a másodosztályú Foggia játékosa lett, ahol csapattal a következő idényben az élvonalba jutott, de egy idény után kiestek. 1972-ben az élvonalbeli Lazio labdarúgója lett. Tagja volt az 1973–74-es bajnokcsapatnak.

### A válogatottban
1974-ben két alkalommal szerepelt az olasz válogatottban. Tagja volt az 1974-es világbajnokságon részt vevő csapatnak, de pályára nem lépett a tornán.

## Halála
1977. január 18-án Rómában csapattársával, Pietro Ghedinnel egy ismerősük ékszerboltjába lépve viccből rablást színleltek. A tulajdonos azonban lelőtte Re Cecconit, akit hiába szállítottak kórházba ott hamarosan elhunyt.

## Sikerei, díjai
Lazio
- Olasz bajnokság (Serie A)
  - bajnok: 1973–74